# Воронин, Анатолий Данилович
Анато́лий Дани́лович Воро́нин (1 января 1929 — 16 марта 1998) — советский и российский почвовед, доктор биологических наук (1981), профессор (1984), заведующий кафедрой физики и мелиорации почв (1977—1998) и декан факультета почвоведения МГУ (1989—1995). Являлся председателем комиссии по физике почв Всесоюзного общества почвоведов (1970—1990), вице-президентом Российского общества почвоведов (с 1992). Действительный член МАН ВШ (1993).

## Научная деятельность
Закончив в 1955 году почвенное отделение биолого-почвенного факультета МГУ, Воронин участвовал в работе Сталинградской (Волгоградской) экспедиции по полезащитному лесоразведению. В 1960 году защитил диссертацию по составу и свойствам гранулометрических фракций почв светло-каштанового комплекса. В 1962 году Воронин был отправлен заведующим кафедрой физики почв Н. А. Качинским в Абердинский университет на стажировку по эрозионной тематике. Качинский долгое время пытался организовать на кафедре изучение физических основ эрозии, однако уже в Великобритании Воронин переключился на исследования в области термодинамики почвенной влаги.
С этого времени Воронин занимался вопросами энергетики и механизмов взаимодействия воды с почвенными минеральными частицами. Им была разработана обобщённая модель адсорбции паров воды почвой, показано значение удельной поверхности почв в её функционировании, впервые установлены закономерности, связывающие структуру твердой части почв с энергетическим состоянием почвенной влаги при различной влажности. С помощью секущих к кривой ОГХ Воронину удалось наиболее точно выразить гидрологические константы через потенциал почвенной влаги.
Его работы легли в основу нового направления в физике почв — структурно-функциональной гидрофизики.
Воронин читал на факультете почвоведения МГУ курс лекций по физике почв, а для студентов кафедры физики и мелиорации вёл спецкурсы «Энергетика и кинетика почвенной влаги», а также «Физико-химия поверхностных явлений в почвах». Подготовил 29 кандидатов и 5 докторов наук.

## Почётные звания, премии, награды
- Орден Трудового Красного Знамени (1980)
- Премия им. М. В. Ломоносова II степени за цикл работ «Теоретические и прикладные аспекты структурно-функциональной гидрофизики почв» (1987)
- Заслуженный деятель науки Российской Федерации (1994)[1]
- Премия им. В. Р. Вильямса за работы по физике почв (1993)
- Заслуженный профессор МГУ (1996)

## Публикации
Автор более 170 научных работ, из них 5 монографий:
- Почвенно-биогеоценотические исследования в лесных биогеоценозах (1980, в соавторстве)
- Структурно-функциональная гидрофизика почв (1984)
- Массоперенос в дисперсных системах с участием водных плёнок (1988, в соавторстве)
- Поверхностные плёнки воды в дисперсных структурах (1988, в соавторстве)
- Почвообразование и антропогенез: структурно-функциональные аспекты (1991, в соавторстве)

Автор учебника «Основы физики почв» (1986).